# Marian Potapczuk
Marian Potapczuk (ur. 22 lipca lub 28 lipca 1905 w Łodzi, zm. 20 czerwca 1981 w Warszawie) – działacz polityczny, państwowy i partyzant. Poseł do Krajowej Rady Narodowej i na Sejm Ustawodawczy (1947–1952), starosta radzyński (1944), kierownik łódzkiego oddziału Związku Samopomocy Chłopskiej.

## Życiorys
Urodził się w Łodzi, gdzie pracował jako włókniarz. W 1935 został członkiem Komunistycznej Partii Polski. Od 1942 był partyzantem oddziału partyzanckiego „Fiodora”, w ramach którego walczył w lasach parczewskich. Od 1943 walczył w Gwardii Ludowej na Lubelszczyźnie. W 1944 został starostą powiatowym w Radzyniu, następnie zaś sekretarzem Komitetu Miejskiego PPR w Lublinie (1944–1945) i kierownikiem Wydziału Rolnego Komitetu Wojewódzkiego PPR w Łodzi (1945–1947). W latach 1947–1949 był wiceprzewodniczącym Zarządu Wojewódzkiego Związku Samopomocy Chłopskiej w Łodzi, a w późniejszym okresie również przewodniczącym. W latach 1949–1951 był dyrektorem Banku Rolniczego w Warszawie, a następnie w latach 1951–1953 dyrektorem departamentu w Centralnym Urzędzie Skupu i Kontraktacji. W latach 1953–1967 był głównym inspektorem Straży Leśnej w Ministerstwie Leśnictwa.
W 1944 został członkiem PPR, z ramienia której został posłem Krajowej Rady Narodowej. Był delegatem na I Zjazd PPR i Kongres Zjednoczeniowy PZPR. W latach 1947–1952 był posłem na Sejm Ustawodawczy z okręgu nr 8 Zgierz. W Sejmie należał do Komisji Administracji i Bezpieczeństwa, Komisji Bezpieczeństwa Publicznego oraz Komisji Rolnictwa i Reform Rolnych.
Został pochowany na Cmentarzu Wojskowym na Powązkach w Warszawie (kwatera: D37 rząd: 5, grób: 2).

## Odznaczenia
- Order Virtutti Militari V klasy[1]
- Złoty Krzyż Zasługi (1946), w uznaniu zasług, położonych dla pożytku Rzeczypospolitej Polskiej na polu pracy administracyjno-samorządowej i społeczno-politycznej na terenie Województwa Łódzkiego[4].
- Medal 10-lecia Polski Ludowej (1955)[5]